# Nova Aurora (Goiás)
Nova Aurora is een gemeente in de Braziliaanse deelstaat Goiás. De gemeente telt 2.209 inwoners (schatting 2009).